# Météorite d'Hadley Rille

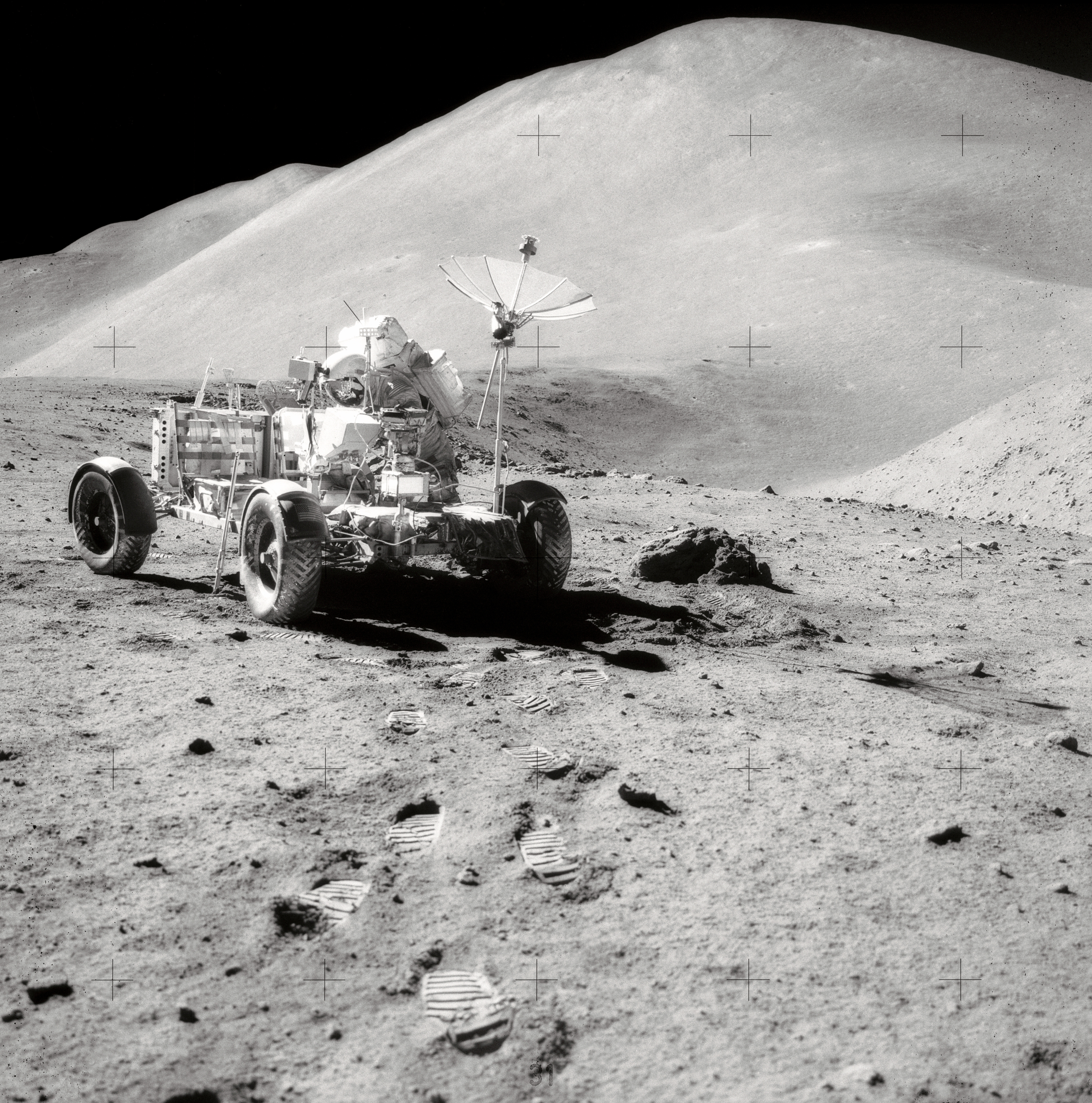
David R. Scott, commandant de la mission Apollo 15, devant les monts Hadley, sur le site d'Hadley Rille (où fut ramassée la météorite).

La météorite d'Hadley Rille, ou simplement Hadley Rille, est une météorite découverte sur la Lune au cours de la mission Apollo 15 en 1971. C'est l'une des premières météorites découvertes sur un objet céleste de notre système solaire autre que la Terre (la première a été découverte en 1969 sur la Lune par la mission Apollo 12 et nommée Bench Crater).
Hadley Rille est classée comme une chondrite à enstatite (groupe EH) par la Meteoritical Society. Elle mesure de 1 à 2 mm pour une masse d'environ 3 mg et provient de l'échantillon 1502,29 ramassé à la Station 9 près du mont Hadley, environ 2 km à l'ouest du site d'atterrissage d'Apollo 15.
Coordonnées sur la Lune : 26° 26′ 00″ N, 3° 39′ 20″ E